# Lichtenbrunn
Lichtenbrunn ist ein Ortsteil der Stadt Bad Lobenstein im Saale-Orla-Kreis in Thüringen.

## Geografie und Geologie
Lichtenbrunn ist ein Langdorf am Sieglitzbach. Die Gemarkung liegt auf einer Hochfläche des Südostthüringer Schiefergebirges. Diese Böden sind durch den hohen Feinerdeanteil und hohen Humusgehalt ertragreich und -sicher. Die Anhöhen um die Gemarkung sind bewaldet. Über eine Ortsverbindungsstraße ist der Ort erreichbar.
Nachbarorte sind südlich Schlegel, westlich  Neundorf, nördlich Bad Lobenstein und östlich Harra.
Mit der Linie 640 des Verkehrsunternehmens KomBus hat Lichtenbrunn Anschluss an die Kernstadt Bad Lobenstein und von da aus an die Städte Schleiz, Naila (Linie 620) und Ziegenrück (Linie 620).

## Geschichte
Lichtenbrunn wurde 1500 urkundlich erstmals erwähnt. Alte Flurbezeichnungen deuten auf einen sorbischen Ursprung hin.
Im Ort befand sich ein Rittergut, das später aufgelöst und auf mehrere Bauernhöfe aufgeteilt wurde. 1870 gab es 72 Gebäude im Ort, darunter eine ab 1838 erbaute Schule, und es lebten 469 Einwohner in 105 Familien im Ort.
Im Zuge der Bodenreform in der Sowjetischen Besatzungszone ab 1945 wurde der Landbesitz des Ortes an 18 Landnehmer verteilt, darunter 45,35 Hektar fürstlicher Wald. Am 22. August 1958 schlossen sich sieben Bauern des Ortes zwangsweise zu einer Genossenschaft zusammen.
1993 wurde Lichtenbrunn nach Lobenstein eingemeindet.